# Съюз (част на речта)
Вижте пояснителната страница за други значения на Съюз.
Съюзът е част на речта, която свързва синтактични единици. Той показва синтактичните и смисловите отношения в рамките на словосъчетанието или изречението.
Съюзите свързват еднородните части в простото изречение и простите изречения в състава на сложното. Могат да се разделят на прости (образувани от една дума) и сложни (образувани от повече от една дума), а също на съчинителни (те свързват еднородни части в простото и прости изречения в състава на сложното) и подчинителни (те свързват главното и подчиненото изречение).
Съществува стилистична фигура, която се основава на многократната употреба на един и същ съюз. Тя се нарича полисиндетон („многосъюзие“).

## Съчинителни (прости) съюзи
Простите съюзи са: съединителни, разделителни, противоположни и разнородни.
Съединителни съюзи са и, та, па, че. Разделителни съюзи са „или“, „или-или“, „дали-или“, „ту-ту“, „хем-хем“ и др.
Противоположни са „но“, „ала“, „ама“, „а“, „обаче“ и други. Съществуват и сложни изречения, свързани с няколко съюза от различен вид – разнородни изречения. За да бъде разнородно едно сложно изречение, то трябва да бъде съставено от най-малко три прости изречения, които да са свързани с различни съюзи. Други съюзи са,, че",,и" 

## Подчинителни (сложни) съюзи
Сложните (или подчинителни) съюзи представляват съчетания от два или три прости съюза, от предлози и съюзи, наречия и съюзи, частици и съюзи, от предлог, съществително име и прост съюз, напр.: а пък, ако и да, за да, въпреки че, така че, само и само да, тъй като, дори и да, в случай че, при условие че, поради това че, нищо че и др. Запетая се пише само пред целия сложен съюз, а не и между отделните му съставки. Това правило има две изключения:
- При съчетанията от предлог, съществително име и съюз, ако съществителното е също и част от главното изречение, сложният съюз се разделя от запетая. Напр. Ще дойда, при условие че ме поканят. Но: Казах, че ще дойда само при условие, че ме поканят. Друг пример: В случай че не се видим, приятен път! Но: Нищо лошо няма да стане, освен в случай, че решиш да не ме слушаш.
- Елементите, образуващи някои от посочените сложни съюзи (напр. само че, така че) могат да бъдат употребени и като самостоятелни думи – в съседство, но в състава на различни изречения, и тогава между тях се пише запетая. Напр. от редицата от думи разбрах само че това не е вярно може да се образуват две различни изречения – с различен смисъл и респ. с различна пунктуация: Разбра ли какво ти казах? – Разбрах, само че това не е вярно! Но: Какво разбра от обяснението? – Разбрах само, че това не е вярно...